# Thomas Schmitt (Fernsehproduzent)
Thomas „Schmitti“ Schmitt (* 1. Oktober 1979 in Zweibrücken) ist ein deutscher Creative Producer und Podcaster.

## Leben
Schmitt wuchs in Kirrberg auf und besuchte das Gymnasium Johanneum in Homburg. Nach einem Volontariat bei MTV arbeitete er an der Entwicklung und als Autor der Show MTV Home. Anschließend war er Executive Producer von NeoParadise. Seit 2012 ist er Creative Producer, Autor und Regisseur u. a. bei Circus HalliGalli und Das Duell um die Welt. Zudem ist er seit Ende 2017 gemeinsam mit Arne Kreutzfeldt geschäftsführender Gesellschafter der von Joko Winterscheidt und Klaas Heufer-Umlauf gegründeten Fernsehproduktionsgesellschaft Florida Entertainment.
Seit November 2019 ist er gemeinsam mit Klaas Heufer-Umlauf und Jakob Lundt in dem Podcast Baywatch Berlin zu hören.

## Auszeichnungen (Auswahl)
Grimme-Preis
- 2018: „Unterhaltung“ für #Gosling-Gate (mit Klaas Heufer-Umlauf, Ludwig Lehner, Jakob Lundt, Thomas Martiens und Joko Winterscheidt)[5]
- 2020: „Unterhaltung“ für Joko & Klaas LIVE – 15 Minuten (Staffel 1) (mit Klaas Heufer-Umlauf, Thomas Martiens und Joko Winterscheidt)[6]
- 2021: „Unterhaltung“ für Joko & Klaas LIVE – Männerwelten (mit Thomas Martiens, Sophie Passmann und Claudia Schölzel)[7]
- 2022: „Unterhaltung“ für Wer stiehlt mir die Show? (mit Jakob Lundt, Julia Mehnert, Christin Schneider und Joko Winterscheidt)[8]

Nannen Preis
- 2021: Sonderpreis für A Short Story of Moria und Männerwelten (mit Klaas Heufer-Umlauf, Arne Kreutzfeldt, Thomas Martiens, Sophie Passmann, Claudia Schölzel und Joko Winterscheidt)